# Divisió Central (NBA)
La Divisió Central és una divisió de la Conferència Est de l'NBA.

## Equips actuals
- Chicago Bulls
- Cleveland Cavaliers
- Detroit Pistons
- Indiana Pacers
- Milwaukee Bucks

## Campions
- 1971-1973: Baltimore Bullets
- 1974: Capital Bullets
- 1975: Washington Bullets
- 1976: Cleveland Cavaliers
- 1977: Houston Rockets
- 1978: San Antonio Spurs
- 1979: San Antonio Spurs
- 1980: Atlanta Hawks
- 1981: Milwaukee Bucks
- 1982: Milwaukee Bucks
- 1983: Milwaukee Bucks
- 1984: Milwaukee Bucks
- 1985: Milwaukee Bucks
- 1986: Milwaukee Bucks
- 1987: Atlanta Hawks
- 1988: Detroit Pistons
- 1989: Detroit Pistons
- 1990: Detroit Pistons
- 1991: Chicago Bulls
- 1992: Chicago Bulls
- 1993: Chicago Bulls
- 1994: Atlanta Hawks
- 1995: Indiana Pacers
- 1996: Chicago Bulls
- 1997: Chicago Bulls
- 1998: Chicago Bulls
- 1999: Indiana Pacers
- 2000: Indiana Pacers
- 2001: Milwaukee Bucks
- 2002: Detroit Pistons
- 2003: Detroit Pistons
- 2004: Indiana Pacers
- 2005: Detroit Pistons
- 2006: Detroit Pistons
- 2007: Detroit Pistons
- 2008: Detroit Pistons
- 2009: Cleveland Cavaliers
- 2010: Cleveland Cavaliers
- 2011: Chicago Bulls
- 2012: Chicago Bulls
- 2013: Indiana Pacers
- 2014: Indiana Pacers
- 2015-2018: Cleveland Cavs
- 2019-2022: Milwaukee Bucks

## Títols
- 9: Detroit Pistons
- 11: Milwaukee Bucks
- 7: Chicago Bulls
- 5: Washington Wizards (Bullets)
- 6: Indiana Pacers
- 3: Atlanta Hawks
- 2: San Antonio Spurs
- 7: Cleveland Cavaliers
- 1: Houston Rockets